# 瓦朗日
瓦朗日（法語：Varanges，法語發音：[vaʁɑ̃ʒ]）是法国科多尔省的一个市镇，属于第戎区。

## 地理
瓦朗日（47°13'49"N, 5°11'35"E）面积9.37 平方千米，位于法国勃艮第-弗朗什-孔泰大區科多尔省，该省份为法国中东部省份，北起奥布省，西接涅夫勒省和约讷省，南至索恩-卢瓦尔省，东南接汝拉省，东临上索恩省，东北部与上马恩省接壤。
与瓦朗日接壤的市镇（或旧市镇、城区）包括：蒂耶河畔马尼、下塔尔、福韦尔内、让利斯、马尔利安、鲁夫尔昂普莱讷、塔尔。

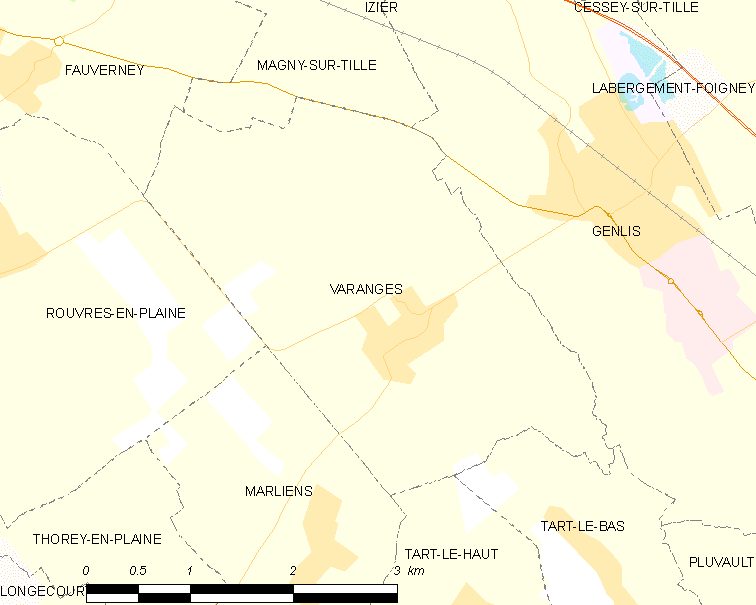
瓦朗日的OSM定位图

瓦朗日的时区为UTC+01:00、UTC+02:00（夏令时）。

## 行政
瓦朗日的邮政编码为21110，INSEE市镇编码为21656。

## 政治
瓦朗日所属的省级选区为让利斯县。

## 人口

1962-2008年间瓦朗日人口变化图示

瓦朗日于2022年1月1日时的人口数量为688人。